# Jeroen Hazewinkel
Jeroen Hazewinkel (Hilversum, 4 april 1965) is een Nederlands programmamaker en nieuwslezer voor het ANP.

## Loopbaan
Na een aantal jaren in diverse functies bij de Hilversumse ziekenomroepen ROVOZ en RANO en als nieuwslezer bij de Hilversumse Lokale Omroep, kwam Jeroen Hazewinkel in 1992 terecht bij Radio Noordzee Nationaal waar hij werd aangesteld als nieuwslezer en redacteur. Tussen 1997 en 1999 was hij hoofd van de nieuwsafdeling. Daarnaast was hij van  1993 tot 1994 tevens samensteller en presentator van het wekelijkse cabaretprogramma "Noordzee Theater". Vanaf 1999 tot mei 2005 las Hazewinkel het nachtnieuws bij Sky Radio, Radio 538 en Radio Veronica. Sinds begin 2001 werkt hij bij het ANP als nieuwslezer en (eind)redacteur. Tussen 2000 en 2004 presenteerde Hazewinkel een aantal radioprogramma's voor Omroep Flevoland, waaronder "Nieuwsstudio", "De Nederklinker" en "De Hollandse Muziekmiddag" en was hij korte tijd muzieksamensteller bij deze regionale omroep.

## Privé
Jeroen Hazewinkel is de jongste zoon van oud-ANP-nieuwslezer Ad Hazewinkel (1924-1994). 